# Het gedierte van de Heer en de Duivel
Het gedierte van de Heer en de Duivel of De dieren van de Heer en de dieren van de duivel is een sprookje dat werd verzameld door de gebroeders Grimm voor Kinder- und Hausmärchen en kreeg het volgnummer KHM148. De oorspronkelijke naam is Des Herrn und des Teufels Getier.

## Het verhaal
God de Heer heeft alle dieren geschapen en de wolven zijn zijn honden, hij vergat alleen de geit. De duivel schiep deze dieren met een lange dunne staart, deze dieren bleven vaak met de staart in een doornhaag hangen. De duivel moest ze altijd losmaken en kreeg hier genoeg van, hij beet de staarten af. Er bleef alleen een kort stompje over en ze konden nu alleen gaan grazen. God ziet dat ze aan de edele wijnstokken knagen en tere plantjes vernietigen. Hij hitst zijn wolven op om de geiten te verscheuren. De duivel gaat naar de Heer en zegt dat de schepsels van God zijn schepsels hebben vernietigd. De duivel wil een vergoeding en moet terugkomen als de eikenbladeren vallen. De duivel keert terug, maar hoort dat er in een kerk in Constantinopel nog een eik staat die de bladeren nog heeft. De duivel zoekt zes maanden in de woestenij en vindt de eik. Hij gaat terug, maar ondertussen zijn alle andere eiken alweer vol met blad. Hij krijgt nu geen vergoeding en uit razernij steekt hij de ogen van de geiten uit. Hij stopt zijn eigen ogen terug en dat is de reden dat alle geiten duivelsogen en een afgebeten staart hebben. De duivel neemt ook graag de gedaante aan van een geit.

## Achtergronden
- Het sprookje is naar Die Teufel hat die Geiss erschaffen (1556) van Hans Sachs.
- Dit is een van de vele oeroude scheppingssagen waarin de duivel probeert om God te imiteren en dan schade aanricht.
- De duivel komt in veel sprookjes voor, zie ook Het meisje zonder handen (KHM31), De peetoom (KHM42), Het aardmanneke (KHM91), De roetzwarte broer van de duivel (KHM100), De drie handwerksgezellen (KHM120), De duivel en zijn grootmoeder (KHM125), De boer en de duivel (KHM189) en De grafheuvel (KHM195).
- De wolven als Gods honden doen denken aan Geri en Freki, de wolven van Odin.
- Het plaatsen van andere ogen komt ook voor in Het eigenzinnige kind (KHM117).
- Andere sprookjes over de schepping zijn De duur van het leven (KHM176), Eva's ongelijke kinderen (KHM180) en De korenaar (KHM194).
- In Eenoogje, tweeoogje en drieoogje (KHM130) geeft de geit voedsel in overvloed.
- Ook in Tafeltje dek je, ezeltje strek je en knuppel uit de zak (KHM36) geeft de geit voedsel, maar hier speelt het dier een dubbelzinnige rol.